# China Miéville
China Tom Miéville (Norwich, 1972. szeptember 6. –) brit fantasy író. Saját műveire a „weird fiction” (fordítható felkavaró irodalomnak) megnevezést használja, melynek gyökerei klasszikus ponyva- és horrorirodalomban keresendők. Tagja a New Weird irodalmi mozgalomnak, melynek célja, a fantasy irodalom elmozdítása a Tolkient másoló tucatfantasytől. Emellett aktívan politizál, tagja a brit szélsőbaloldali Szocialista Munkáspártnak (Socialist Workers Party – SWP)

## Életútja és tanulmányai
Miéville az angliai Norwich-ban született, és London Willesden nevű részén nőtt fel. Tanítónő anyja nevelte őt és nővérét. Szülei nem sokkal születése után elváltak, saját bevallása szerint nem igazán ismerte apját. Tanulmányait az Oakham School nevű magániskolában végezte. 
Tizennyolc éves korában, 1990-ben, egy évig angoltanárként dolgozott Egyiptomban, innen ered érdeklődése az arab kultúra és közel-keleti politika iránt. 1994-ben B.A. fokozatot szerzett szociálantropológiából Cambridge-ben, majd M.Sc. ill. tudományos fokozatot nemzetközi kapcsolatokból a London School of Economics-ban. Elnyerte a Harvard Frank Knox-ösztöndíját.
Doktori disszertációja, melynek címe: Between Equal Rights: A Marxist Theory of International Law, könyv alakban is megjelent.

## Politikai pályafutása
Miéville tagja a Szocialista Munkáspárt nevű trockista pártnak, a 2001-es angliai választásokon a Szocialista Szövetség színeiben indult képviselőházi helyért, de nem jutott be. Marxista nézetei az egyetemi évei során alakultak ki, mivel a posztmodern és feminista elméleteket nem találta kielégítőnek a történelmi és politika folyamatok megmagyarázásához.
Between Equal Rights című politikai művében a jogi egyenlőség marxista megközelítésének kérdésével foglalkozik.

## Irodalmi hatások
Miéville stílusára nagy hatással volt a 19. század eleji fantasztikus ponyvairodalom, valamint ennek filmes megfelelői. Az írók közül M. John Harrisont, Michael de Larrabeitit, Michael Moorcockot, Thomas Discht, Charles Williamst, Tim Powerst, és J. G. Ballardot jelölte meg, mint „hőseit”. H. P. Lovecraftot, Mervyn Peake-et, és Gene Wolfe-t szintén gyakran említi, mint rá nagy hatást tevő írókat.
A fiatal korában játszott Dungeons & Dragons nevű, illetve ahhoz hasonló szerepjátékok szintén hatással voltak műveire. Erre vezeti vissza a Perdido Pályaudvar, végállomás című regényében megjelenő, aranyon és tapasztalatszerzésen kívül semmivel nem törődő szereplőket, valamint a mágia és technológia rendszerbe foglalására tett kísérleteit.
Miéville nagy kritikusa Tolkiennek, és céljául tűzte ki a fantasy tolkieni örökségén történő túlléptetését. Ez a törekvés talán Michael de Larrabeiti és Michael Moorcock hatására vezethető vissza.
Baloldali beállítottsága megjelenik műveiben is: ő maga is elismeri, hogy az őt foglalkoztató politikai kérdések előkerülnek könyveiben, ugyanakkor ezek a műveket nem politikai térítő célzattal írja.

## Díjak
- Első regényét, a King Rat-et, jelölték az International Horror Guild díjára, illetve a Bram Stoker-díjra is.
- Második regénye, a Perdido Pályaudvar, végállomás, elnyerte az Arthur C. Clarke-díjat, valamint jelölték Hugo-, Nebula- és World Fantasy díjra.
- Harmadik regénye, a The Scar, elnyerte a 2003-as British Fantasy díjat, valamint jelölték Hugo-, Arthur C. Clarke- és World Fantasy-díjra.
- Negyedik regénye, az Iron Council, elnyerte a 2005-ös Arthur C. Clarke-díjat, valamint jelölték Hugo- és World Fantasy díjra.
- Reports of Certain Events in London című novelláját 2005-ben World Fantasy díjra jelölték.

## Művei

### Regények
| Eredeti cím (kiadás éve)          | Magyar kiadás címe (kiadás éve, kiadó, fordító)                                   | Megjegyzés                                                             |
| --------------------------------- | --------------------------------------------------------------------------------- | ---------------------------------------------------------------------- |
| King Rat (1998)                   | Patkánykirály (2014, Agave Könyvek, Juhász Viktor) + e-könyv                      |                                                                        |
| Perdido Street Station (2000)     | Perdido pályaudvar, végállomás I-II. (2004, Ulpius-ház Könyvkiadó, Juhász Viktor) | Bas-Lag regény                                                         |
| The Scar (2002)                   | Armada I-II. (2008, Metropolis Media, Juhász Viktor)                              | Bas-Lag regény                                                         |
| Iron Council (2004)               | Vastanács (2016, Metropolis Media, Tamás Gábor)                                   | Bas-Lag regény                                                         |
| Un Lun Dun (2007)                 |                                                                                   | ifjúsági regény                                                        |
| The City & the City (2009)        | A város és a város között (2018, Agave Könyvek, Juhász Viktor) + e-könyv          | tv sorozat adaptáció: The City and the City (2018; BBC Two; 4*55 perc) |
| Kraken (2010)                     | Kraken (2013, Agave Könyvek, Juhász Viktor) + e-könyv                             |                                                                        |
| Embassytown (2011)                | Konzulváros (2013, Agave Könyvek, Juhász Viktor) + e-könyv                        |                                                                        |
| Railsea (2012)                    |                                                                                   | ifjúsági regény                                                        |
| This Census-Taker (2016)          |                                                                                   | kisregény                                                              |
| The Last Days of New Paris (2016) |                                                                                   | kisregény                                                              |
| The Book of Elsewhere (2024)      | A Máshol Könyve (2024, Gabo, Juhász Viktor) + e-könyv                             | társszerző: Keanu Reeves                                               |

### Magyar nyelvű novellamegjelenések
| Eredeti cím                         | Magyar cím                     | Kiadvány (kiadó, kiadás éve)           |
| ----------------------------------- | ------------------------------ | -------------------------------------- |
| Reports of Certain Events in London | A londoni különös események... | Galaktika 211 (Metropolis Media, 2007) |
| Jack                                | Jack                           | Galaktika 227 (Metropolis Media, 2009) |

### Novellák és kisregények
- Highway Sixty One Revisited (in Young Words, 1986)
- Looking for Jake (in Neonlit Vol. 1, szerkesztő: Nicholas Royle, 1999)
- Different Skies (in Brit-pulp!, szerkesztő: Tony White, 1999)
- An End to Hunger (in Book of Internet Stories, szerkesztő: Maxim Jakubowski, 2000)
- Details (in The Children of Cthulhu, szerkesztő: John Pelan és Benjamin Adams, 2002)
- Familiar (in Conjunctions: 39, The New Wave Fabulists, szerkesztő: Peter Straub, 2002)
- Buscard's Murrain (in The Thackery T. Lambshead Pocket Guide to Eccentric & Discredited Diseases, szerkesztő: Jeff VanderMeer és Mark Roberts, 2003)
- Reports of Certain Events in London (in McSweeney's Enchanted Chamber of Astonishing Stories, szerkesztő: Michael Chabon, 2004)
- This Census-Taker (2016)
- The Last Days of New Paris (2016)

### Novellagyűjtemények
- Looking for Jake (2005)
- Three Moments of an Explosion (2015)

### Tényirodalom
- Between Equal Rights: A Marxist Theory of International Law (2005)
- A Spectre, Haunting: On the Communist Manifesto (2022)

### Egyéb
- "At the Mountains of Madness": Előszó, 2005
- "The Borribles": Előszó, 2001[3]

### Magyarul megjelent kötetei
- Perdido pályaudvar, végállomás, 1-2.; ford. Juhász Viktor; Ulpius-ház, Bp., 2004
- Armada, 1-2.; ford. Juhász Viktor; Metropolis Media, Bp., 2008 (Galaktika fantasztikus könyvek)
- Kraken; ford. Juhász Viktor; Agave Könyvek, Bp., 2013
- Konzulváros; ford. Juhász Viktor; Agave Könyvek, Bp., 2013
- Patkánykirály; ford. Juhász Viktor; Agave Könyvek, Bp., 2014
- Vastanács; ford. Juhász Viktor, Tamás Gábor; Metropolis Media, Bp., 2016 (Galaktika fantasztikus könyvek)
- A város és a város között; ford. Juhász Viktor; Agave Könyvek, Bp., 2018 ISBN 9789634194309
- Keanu Reeves–China Miéville: A Máshol Könyve; ford. Juhász Viktor; Gabo, Bp., 2024

### Írások
- Politics of Weather, part I Archiválva 2010. december 27-i dátummal a Wayback Machine-ben, part II Archiválva 2010. december 27-i dátummal a Wayback Machine-ben part III Archiválva 2010. december 27-i dátummal a Wayback Machine-ben. (angolul)
- "Fifty Fantasy & Science Fiction Works That Socialists Should Read" (angolul)

### Interjúk
- 3:AM interview (angolul)
- Part 1 of video interview with China Miéville. YouTube (angolul)
- Part 2 of video interview with China Miéville. YouTube (angolul)
- China Miéville interjú. (angolul)